# لوران فنون
لوران فنون (بالفرنسية: Laurent Fignon)‏ (مواليد 12 أغسطس 1960 - الوفاة 31 أغسطس 2010) كان دراج فرنسي في صنف سباق الدراجات على الطريق.

## سباقات أو مراحل فاز بها
- طواف فرنسا
- طواف إيطاليا

## روابط خارجية
- لوران فنون على موقع IMDb (الإنجليزية)
- لوران فنون على موقع الموسوعة البريطانية (الإنجليزية)

- لوران فنون على موقع أرشيف الدراجات (الإنجليزية)
- لوران فنون على موقع إحصائيات الدراجات الإحترافية (الإنجليزية)
- لوران فنون على موقع CycleBase (الإنجليزية)